# Українське товариство сліпих
Українське товариство сліпих (УТОС) — всеукраїнська добровільна громадська організація людей з інвалідністю по зору, яка діє на всій території України. 
м. Київ, 01601, Печерський узвіз, 3 
тел. (044) 234-05-92

## Мета існування організації
Українське товариство сліпих за підтримки держави проводить заходи щодо соціально-трудової, медичної та професійної реабілітації інвалідів — громадян України, які не можуть конкурувати на ринку праці. Організація забезпечує працевлаштування, медичну і соціальний захист інвалідів по зору. Для цього на місцях створюються первинні організації, а на територіях де є необхідність також організовуються навчально-виробничі підприємства (УВП). На яких незрячі люди отримують повний спектр соціального захисту, можливість реалізації можливості повноцінно жити і можливості працювати. Напрямок виробництва вибирають з можливості незрячих людей виконувати ту чи іншу справу. Допомога держави йде як по прямому фінансуванню проектів, так і побічно, надаючи пільги з оподаткування, створення держзамовлень у підприємств системи УТОС.

## Історія заснування організації
Історія розвитку та становлення українського товариства сліпих розпочалася 4 червня 1933-го року, коли Центральний виконавчий комітет і Рада Народних Комісарів УРСР, прийняли рішення про створення Українського товариства сліпих. До цього часу в Україні існувало 12 місцевих організацій інвалідів по зору, які об'єднують понад 100 осіб. Головою оргбюро був затверджений Абрам Мойсейович Едельман.
В 1934-му році — в 12 майстерень УТОСу працювало вже 470 незрячих. Вони виготовляли з відходів сировини, товарів на 5,3 млн рублів. У цьому ж році вийшов у світ перший номер журналу для незрячих дітей шрифтом Брайля «Юний піонер» (з 1969 року — «Школяр»).
У 1935-му році в Україні вже діяло 78 виробничих майстерень, в яких було працевлаштовано 2411 інвалідів. Заснований журнал «Праця сліпих» — попередник журналу «Заклик».
У 1941 році на підприємствах УТОСу працювало більше 2700 інвалідів по зору. Товариство мало 38 гуртожитків, 33 клуби, 37 бібліотек.
У 1956 році підприємства районних та міських товариств сліпих перейменовані в навчально-виробничі підприємства (НВП).
У 1991 році кількість членів товариства становила 58 тисяч. Функціонує 190 первинних організацій (79 виробничих і 111 територіальних).

### 1992
У Львові створено Фонд Брайля — громадську організацію, яка на етапі зародження в Україні ринкових відносин поставила собі за мету соціальний захист інвалідів по зору.
Набрано першу групу незрячих студентів до Генічеського медичного училища.

### 1993
Міжнародний біографічний центр у Кембриджі (Велика Британія) присвоїв Г. О. Цейтліну звання «Людина року-1992».У системі широко відзначено 75-річчя від дня народження та 50=річчя від дня загибелі Героя Радянського Союзу Якова Батюка.

### 1994
Колективи художньої самодіяльності УТОСу взяли активну участь у фестивалі інвалідів України «Натхнення».
Створено Навчально-інформаційний комп'ютерний центр УТОС.
Незважаючи на серйозні фінансово-економічні труднощі, які переживає в цей період Товариство, в системі успішно розвиваються спорт, художня самодіяльність. На чемпіонаті світу з плавання в столиці Мальтійської республіки Валлеті утосівська команда, продемонструвавши високий клас, волю до перемоги, здобула кілька срібних та бронзову медалі.

### 1995
В колективах підприємств та організацій УТОСу тривало обговорення нової редакції проекту Статуту Товариства.

### 1996
22 — 23 травня в м. Євпаторії проходив черговий XIII з'їзд УТОСу. У ньому взяли участь понад 190 делегатів — представники колективів усіх об'єднань, підприємств, територіальних організацій УТОСу. З'їзд затвердив зміни і доповнення до Статуту Товариства, прийняв Концепцію та Основні напрями його діяльності на наступний період. Головою Центрального правління Товариства обрано Владислава Миколайовича Більчича.

### 1997
На базі республіканських курсів підвищення кваліфікації керівних кадрів та спеціалістів УТОСу пройшла психолого-практичну реабілітацію перша група тотально незрячих, переважно молодих інвалідів, з усіх регіонів України.
У Риксивані (Італія) відбулися чемпіонати Європи з легкої атлетики і плавання серед інвалідів по зору. З цих престижних змагань утосівці привезли 4 золоті, 10 срібних і 9 бронзових медалей.
З ініціативи незрячого доктора технічних наук Г. О. Цейтліна створено асоціацію «Вікно у світ».

### 1998
У Києві відкрито Реабілітаційний центр УТОС.

### 1999
Громадськість Товариства відзначила 10-річчя від дня виходу першого номера газети «Промінь» та 65-річчя — журналу «Школяр».
VIII пленум ЦП УТОСу обговорив питання «Про стан реабілітаційної роботи в системі та шляхи її вдосконалення» і визначив нові підходи, форми і методи цієї конче важливої діяльності.

### 2000
IX пленум ЦП УТОСу, розглянувши питання «Про роботу об'єднань, підприємств та організацій УТОСу в 1999 році та пріоритетні напрями діяльності Товариства в 2000 році», констатував початок виходу утосівського виробництва з кризового стану, нарощення обсягів продукції.
Утосівська громадськість відзначила 65-річчя журналу «Заклик».
Незрячі спортсмени, змагаючись у трьох видах спорту, успішно виступили на XI Паралімпійських іграх у Сіднеї. Вони завоювали 13 медалей — 2 золоті, 5 срібних та 6 бронзових. Указом Президента України найкращі утосівські паралімпійці нагороджені орденами «За заслуги» II і III ступенів.

### 2001
22 — 23 травня проходив XIV з'їзд УТОСУ. Він вніс зміни та доповнення до Статуту Товариства, затвердив Положення про Центральне правління та Центральну ревізійну комісію УТОСу. З'їзд схвалив Концепцію Основних напрямів діяльності Українського товариства сліпих з соціально-трудової та медичної реабілітації, соціального захисту й інтеграції в суспільство інвалідів по зору на 2001–2005 роки.
Ансамбль сопілкарів Кам'янець-Подільського УВП представив Хмельниччину на головній сцені України — в Палаці «Україна» — в концерті народних талантів, присвяченому 10-й річниці Незалежності держави.
Республіканська бібліотека ім. М. Островського відзначила 65-річчя від дня створення.

### 2002
Відбулась пряма гаряча телефонна лінія, в якій на запитання інвалідів по зору відповідав голова ЦП УТОС В. М. Більчич.
Міжнародний комітет реєстрації рекордсменів та Міжнародний клуб рекордсменів вручили тотально незрячому художнику з м. Харкова Дмитру Дідоренку одразу три нагороди: спеціальний диплом, клубну медаль і престижну статуетку Ніке.
На VIII зимових Паралімпійських іграх у Солт-Лейк-Сіті (США) українські незрячі лижники здобули три медалі Олег Мунц — дві срібні, Віталій Лук'яненко — бронзову.

### 2006
23-24 травня 2006 р. в м. Євпаторія відбувся XV з'їзд УТОС. На з'їзді В. М. Більчич був переобраний на посаду голови ЦП УТОС. Було обрано членів ЦП УТОС та членів Центральної контрольно-ревізійної комісії УТОС. Заступниками голови ЦП УТОС було обрано Ю. П. Симончука та В. І. Лютікова. Відповідно до постанови XI Пленуму ЦП УТОС від 13.04.2006 р. кошторис на проведення з'їзду склав 53800 грн.
На з'їзді було схвалено Концепцію реформування та основних напрямків діяльності УТОС на 2006–2010 рр.

Історія заснування та розвитку Київської міської первинної організації Українського товариства сліпих
           Десь ще з двадцятих років в Україні в різних її містах були засновані та працювали на кооперативних засадах виробничі артілі, майстерні, дільниці інші форми виробничої діяльності, в яких на той час працювали незрячі та слабозорі працівники.
           В місті Києві вже в 1925 році функціонувала артіль «Слава», де працювали незрячі кияни. В 20-ті роки минулого століття такі виробничі структури засновувались за власні кошти незрячими та слабозорими громадянами в різних містах України: Харкові, Києві, Єкатеринославі, Одесі, Кам’янець-Подільському та інших. 
           Підпорядкування їх було по місцевому признаку, місцевим районним структурам соціальної політики. Оскільки після Громадянської війни сліпих людей було багато та й медицинського лікування для широкого загалу майже не було, то людей молодшого та середнього віку, що мали порушення зору, але не мали роботи, було немало і поставало питання,  що з ними робити, як їх організувати в окрему структуру, яка б взяла процес соціалізації цих громадян  і спрямувала цей процес в єдине державне русло. Отож на початку тридцятих років на республіканському рівні постало питання заснування єдиної структури, яка б займалась проблемами сліпих громадян України.
          Українське товариство сліпих (УТОС) офіційно на державному рівні було засновано Урядом України лише 4 червня 1933р. з метою працевлаштування інвалідів по зору, поліпшення їх матеріального становища, проведення культурно-масової, освітньо-виховної та іншої суспільно корисної роботи.
         Держава почала створювати Районні товариства сліпих (РТС), Райтоси та Міські товариства Сліпих (Міськтоси).  Ці виробничі підприємства ще не могли працевлаштувати всіх бажаючих, але вони поступово розвивались, розширювалось виробництво, збільшувалась кількість робочих місць.  
        Багато інвалідів по зору все ще залишалися безробітними і вони, навіть, не були членами УТОС і тому на структури Товариств сліпих владою покладалось вирішення питання - виявляти сліпих та слабозорих громадян, залучати їх в товариство, опікуватись такими людьми, допомагати їм, працевлаштовувати. 
          УТОС досить швидко розвивався, відкривав все нові й нові Райтоси, будував цехи інші будівлі виробничого напрямку, гуртожитки та деякі інші об’єкти соціальної структури. 
          Пройшов в 1938 році перший з’їзд Українського товариства сліпих, який обрав першим головою Центрального правління УТОС Абрама Мойсейовича Едельмана, підвів підсумки доз’їздної організаційної роботи та поставив завдання на майбутнє.  
          В той час ЦП УТОС розташовувалось по вул. Червоноармійська, 10. Біля ЦП УТОС розташовувалась виробнича артіль. На Райтосі №1 були млин та мукомольна артіль. На Бесарабці працювала артіль по виробництву синьки, яку працівники фасували в мішечки.
        Велика Вітчизняна війна внесла свої суттєві корективи у діяльність товариства, яке змушене було переміститися в Казахську РСР. Військові дії, фронт, що двічі пройшов через територію України, наніс величезні збитки майну товариства і все це значно вплинуло на всю післявоєнну діяльність УТОСу. Розруха і поява великої кількості військових, що втратили зір, надзвичайно ускладнили ситуацію.
        Вихід із цього надзвичайно важкого становища був у розбудові і економічному зміцненні структур товариства. Саме на УТОС лягло непосильне завдання створити інфраструктуру, яка б соціалізувала незрячих та слабозорих людей як військових, так і цивільних. 
        Завдяки самовідданій праці найманих працівників та працюючих інвалідів по зору відроджувались  зруйновані війною підприємства УТОС та створювались нові. Водночас почалося відновлення соціальної сфери та первинних організацій УТОС, які, як правило, розміщувались на підприємствах Товариства.
        В той же час багато незрячих людей не працювало на підприємствах товариства сліпих, займаючись будь-якою іншою діяльністю чи просто проживали в домашніх умовах, не маючи можливості працевлаштування, навчання, лікування і тому розпочалося вперше в Україні створення територіальних первинних організацій УТОС.
         У 1956 р. у числі інших місцевих первинних організацій активними членами товариства було офіційно засновано Київську міську первинну організацію (КМПО) УТОС.
         Усю клопітку, об’ємну, підготовчу роботу, яка і уможливила створення КМПО УТОС, успішно здійснило Організаційне бюро. Таким чином Київська міська первинна організація УТОС була заснована 9 грудня 1956 року. Організаційне бюро підготовило та провело установчі збори, в яких взяли участь близько ста непрацюючих київських інвалідів по зору. Збори вже офіційно оголосили про створення КМПО УТОС і на демократичних засадах обрали бюро і першого голову організації.
                 Активну участь у заснуванні КМПО брали:
Валентин Лукашевський, інвалід війни, який працював у Ленрайтосі (УВП № 2) і був одним з претендентів на посаду голови організації; Гергель Василь Іванович, який активно пропонував створити організацію УТОС для працівників інтелектуальної праці. Працював директором бібліотеки для сліпих, яка на той час була розташована по вул. Червоноармійській, 42. Його пропозицію не було підтримано членами президії ЦП Качуром, Тарасюком, Коротченком. Потім В. І. Гергель перейшов працювати до Шевченківської загальноосвітньої школи №6, де тривалий час працював викладачем математики та фізики у вечірній школі. Василь Іванович був талановитою людиною. Він сам сконструював друкарську машинку крапково-рельєфного письма за Брайлем.
          На установчих зборах КМПО було висунуто на посаду голови міської первинної організації декілька претендентів: Веніаміна Карагодіна, Валентина Лукашевського, Юрія Лисенка. 
         Першим головою КМПО УТОС був обраний Веніамін Васильович Карагодін, інвалід І групи по зору, вихованець і випускник філософського факультету Київського державного університету ім. Т. Г. Шевченка.
          У минулому Карагодін В. В. був вихованцем Київської школи-інтерната для сліпих дітей, передовим працівником і комсомольським вожаком Київського міськтосу. Рішення зборів було закономірним, адже у всіх, хто його знав, а особливо у незрячих він користувався великою повагою і авторитетом, був щирим товарищем і компетентним фахівцем, і їх захисником. Він був природженим лідером і здібним організатором. З перших же днів головування Веніамін Васильович гаряче, самовіддано взявся за роботу. Він жив роботою, шукав можливості і варіанти її поліпшення. Головою КМПО В. В. Карагодін пропрацював до листопада 1957 р.  
          Пізніше в грудні 1957 року він був призначений директором будинку культури КУВП № 1 УТОС.
          З перших днів роботи КМПО в її роботі активну участь брали: Семен Захарович Розенфельд – заступник голови бюро, який згодом очолював КМПО; Микола Костянтинович Попов; Фелікс Фролов, обраний до складу бюро від групи студентів; Михайло Олександрович Венедіктов (третій голова правління у хронологічному порядку); Фаїна Якимівна Касова (очолювала культмасову комісію); Марія Наумівна Басіна – голова жіночої ради; Іван Пилипович Савич; Олена Григорівна Сугак (очолювала шкільну групу слабозорих у Пущі-Водиці); Майжлик (слабозорий, після переїзду організації з Червоноармійської, 42 на Басейну, 10 закупив меблі у магазині «Скупторг» та своїми руками довів їх до хорошого стану на громадських засадах); Лідія Андріївна Яшкевич згодом (керівник гуртка з навчання студентів роботі на друкарській машинці плоским друком); Петро Федчишин (староста гуртка, який вела Яшкевич); Розенман (очолював групу активістів КМПО); Валентин Лукашевський, Юрій Лисенко; Адам Гезенцвей (працював керівником оркестру в ресторані «Спорт» (на площі Льва Толстого і давав концерти в організації); Вєра Каштанова та Шустерман Раїса (входили до групи супроводу); Валерій Григорович Воропаєв (лектор з міжнародних відносин товариства «Знання»); Друян (редактор малотиражної газети «Наше життя»); Хорошайло (бандурист Капели бандуристів України); Олександра Миколаївна Беспалова (організувала гурток з вивчення шрифту Брайля); Веніамін Львович Бистрицький очолював групу активістів, які займалися пошуком незрячих по районах і залучали їх до лав організації. 
           Другим головою КМПО УТОС був обраний Матусевич Анатолій Іванович, інвалід І групи по зору, студент V курсу Київського державного університету ім. Т. Г. Шевченка. На час обрання Анатолій Іванович уже мав значний досвід, пройшовши непростий життєвий шлях. Його батько пішов добовольцем на війну. Коли німці окупували Київщину і фронт просунувся на схід, партизан-односільчанин дядько Тиміш привів його у партизанський загін. Згодом він став кмітливим партизанським розвідником, а в 14 років – сином полку військової частини 1087. Під час військово-практичних навчань був поранений і втратив зір. Потім навчався у Київській школі-інтернаті для сліпих дітей, де був комсоргом, працював у Київському міськтосі, навчався у Ніжинській школі-інтернаті для інвалідів ВВВ, у Київському державному університеті ім. Т. Г. Шевченка. Непрості життєві обставини не зламали, а загартували його фізично і морально, зміцнили силу волі і навчили уникати конфліктів, у різних ситуаціях приймати оптимальні рішення. Усі ці якості було сповна використано ним у подальшій багаторічній і багатогранній діяльності.
              З перших же днів перебування на посаді голови основним своїм завданням він вважав роботу з розбудови КМПО УТОС.  Він бачив її як можливість внести щось своє, нове, сучасне, а не те, що вже напрацювали існуючі ПО УТОС. Бачив роботу такою, що відповідала сучасним потребам, вимогам і можливостям, була виразником, порадником і захисником інвалідів по зору. На його переконання, вона мала стати центром і організатором всебічної громадської діяльності, дозвілля та відпочинку незрячих.
             На жаль, цьому перешкоджала в КМПО відсутність матеріальних ресурсів: штатних працівників організації було лише два – голова та секретар, які працювали тільки на півставки; ні приміщення, ні елементарного інвентаря організація не мала на той час. Місцем її перебування була бібліотека для сліпих по вулиці Червоноармійській, 42. Робоче місце було біля самих вхідних дверей в бібліотеку організації площею два квадратних метри, де стояв маленький бібліотечний столик і три стільці – для голови, секретаря і відвідувача.
             Своїми міркуваннями і баченням можливого розвитку ПО УТОС Матусевич А.І. поділився з начальником відділу ЦП УТОС Андрієм Яковичем Тарасюком, який курував діяльність ПО УТОС. Отримавши його підтримку і цінні поради, він невідкладно з величезною енергією і наполегливістю взявся за здійснення своїх задумів, не жаліючи при цьому ні сил, ні здоров’я, ні часу. У своїй роботі Матусевич А.І.  творчо використовував досвід товариств незрячих союзних республік та зарубіжних країн.
            Життя переконливо підказувало, що для здійснення задуманої розбудови організації, особливо в реально існуючих на той час умовах, необхідно було мати щонайменше надійних однодумців і значний актив. Усвідомивши це, Матусевич А.І.  з притаманними йому наполегливістю, тактом і терпінням енергійно взявся за пошук і згуртування команди однодумців та активістів. Завдяки продуманій, планомірній, роз’яснювальній роботі не одномоментно, а поступово вдалося згуртувати соратників і значний актив. Це був перший визначний успіх і початок реальної, далекосяжної розбудови КМПО УТОС.
              Саме в цей час організація отримала окреме приміщення по вулиці Басейній, 10, яке раніше належало КУВП № 2 УТОС. Оперативно за кошти ЦП УТОС приміщення було відремонтовано, прокладено усі комунікації, умебльовано (столи, стільці, книжкова шафа), закуплено друкарську машинку, сейф, канцтовари тощо. Були виготовлені печатка і штамп організації, на вході вивішена красива вивіска з назвою організації. Голова та секретар організації були переведені на повний робочий день і повну ставку, до штату організації було включено на півставки прибиральниця. Всі грошово-фінансові операції здійснювалися через бухгалтерію КУВП № 2 УТОС.
            Усе це докорінно змінило на краще умови діяльності організації. Знакові, вимріяні позитиви стали реальним підґрунтям, матеріальною основою для подальшої розбудови КМПО УТОС у вимріяну багатопрофільну, зразкову КМПО УТОС, а згодом – в Київську обласну ПО УТОС. Стала поліпшуватися діяльність комісій, груп і окремих активістів. Активізувалися пошуки, знаходження та впровадження нових, нестандартних форм і методів роботи. Це було на часі, адже поліпшення діяльності, застосування нових, сучасних форм і методів роботи вже вимагали і внутрішні об’єктивні морально-психологічні і соціальні обставини.
            Соціально-професійний склад організації був дуже неоднорідний. Членами організації були чоловіки і жінки, молоді і старі, здорові і хворі, працюючі і безробітні, цивільні та колишні військові, працівники інтелектуальної та фізичної праці, юристи та музиканти, медики та наукові працівники, священники та атеїсти, представники різних націй.
             Соціально-професійна неоднорідність ускладнювала роботу, вимагала проводити її дуже зважено, з максимальним урахуванням особливостей кожної категорії інвалідів по зору.
             Суттєві структурні та організаційні зміни розпочалися з реорганізації бюро та комісій, створення територіальних груп, гуртків, секцій, жіночої ради, ради групоргів, лекторської групи, групи надання медичних послуг, торгової комісії, редколегії, юридичної секції, групи супроводу і надання побутових послуг та ін.
              У складі бюро були створені такі комісії:
– комісія з організаційно-масової роботи;
– комісія з працевлаштування інвалідів по зору;
– комісія по роботі з незрячими працівниками інтелектуальної діяльності;
– комісія по роботі з молоддю;
– комісія з культмасової роботи;
– комісія з соціально-побутової роботи.
             Очолювали комісії члени бюро. До складу в комісію обов’язково входили не менш як п’ять активістів з числа мобільних, досвідчених, дієспроможних інвалідів по зору. Для кожної комісії з урахуванням її профілю діяльності були розроблені пам’ятки, в яких детально були розписані завдання, права та обов’язки голови та членів комісії. Пам’ятки дуже допомагали комісіям в їх практичній діяльності. Повною мірою комісії розгорнули свою діяльність після надання організації нового приміщення та позитивного вирішення інших практичних та юридичних питань.
              Велику і різнобічну роботу проводили активісти комісії з питань оргмасової роботи. Усі вони порайонно були закріплені за промисловими, навчальними, медичними та іншими установами. Це давало змогу найбільш повно виконувати функціональні обов’язки комісії. Завдяки регулярним, планомірним відвідуванням поліклінік, лікарень, райсобезів, ВТЕКів, навчальних закладів та підприємств вдавалося виявляти і залучати до членів УТОС нових інвалідів по зору. Внаслідок пошукової роботи щороку чисельність організації зростала на 50-70 осіб.
             Під час чергового відвідування однієї з київських лікарень активістом В.Л.Бистрицьким був виявлений сімнадцятирічний Володимир Забаштанський, житель Браїлова, який внаслідок нещасного випадку при роботі в кар’єрі втратив повністю зір і обидві руки до ліктів. Розповідь Бистрицького в організації про цю страшну трагедію і непоправне горе хлопця вразило всіх. Враховуючи унікальність трагедії, юного В. Забаштанського, рішенням бюро Бистрицького було призначено уповноваженим організації з надання Володимиру Забаштанському постійної допомоги. Це рішення бюро хлопець сприйняв з великою радістю і вдячністю, а керівництво лікарні – з розумінням і підтримкою. За Забаштанським на період лікування були закріплені персональні лікар, медсестра та доглядальниця. Надавалася також моральна, матеріальна та інша допомога.
            Після закінчення лікування і перебування в лікарні, завдячуючи клопотанням КМПО УТОС, перед владними структурами міста Володимиру Забаштанському, як виняток, була виділена в Києві квартира. Це була перемога гуманізма, невимовна радість для В. Забаштанського, а для КМПО УТОС – стимул й надалі продовжувати свою благородну діяльність на  добробут інвалідів по зору.
            Після унікального вирішення квартирного питання за сприяння активіста Бистрицького Володимир Забаштанський був оперативно забезпечений протезуванням очей і рук, спецодягом і спецвзуттям, позачергово був працевлаштований на УВП № 1 УТОС, а за сприяння члена організації незрячого вчителя вечірньої школи В. І. Гергеля був зарахований учнем цієї вечірньої школи, а після її закінчення поступив до Київського державного університету ім. Т. Г. Шевченка.
          З цього моменту починається нове, непередбачуване, тернисте життя людини без зору і рук. Та наперекір долі, завдяки підтримці КМПО УТОС, винятковій допомозі влади, незламній волі і здатності самого В. Забаштанського переборювати труднощі, йому вдається подолати життєві негаразди. І він, людина з надважким каліцтвом, створює сім’ю, стає відомим поетом України і лауреатом Шевченківської премії, гордістю і знаковою постаттю Українського товариства сліпих.
        Таких успіхів Володимир Омелянович Забаштанський досяг завдяки різнобічній допомозі КМПО УТОС, яка є невід’ємною складовою Українського товариства сліпих, яка зіграла вирішальну роль в позитивному вирішенні його життєвого шляху. Саме вона, а не хтось інший, дала доленосний старт виходу із непередбачуваного, без зору і рук, життя Володимира Омеляновича, подальшому переможному сходженню на тернистий, але осяяний заслуженою славою життєвий і творчий Олімп.
         Володимир Омелянович Забаштанський є гордістю і знаковою постаттю Українського товариства сліпих ще й тому, що його життя і творчість – це життєвий подвиг, взірець для наслідування іншими, неспростовне підтвердження слів полум’яного Миколи Островського про те, що в житті завжди є місце для подвигу.
        Важливо підкреслити, що Володимир Омелянович протягом усього свого життя ніколи не поривав, а навпаки – постійно підтримував тісний зв’язок з Товариством. Одним з красномовних прикладів цього може бути хоча б успішне, творче керівництво ним Літературним об’єднанням «Кобза», створеного за його участю при Будинку культури Київського УВП № 1 УТОС. Виявом нашої поваги і доброї пам’яті про нього могло б бути створення Літературної світлиці імени В. О. Забаштанського на базі читального залу Центральної бібліотеки для сліпих УТОС. Завданням світлиці могло б бути вивчення та популяризація творчої діяльності і життєвого шляху Володимира Омеляновича Забаштанського. Іншим завданням цієї світлиці було б виявлення неординарних, творчих інвалідів по зору, пошук і популяризація їх творчих здобутків.
         Крім виявлення і залучення інвалідів по зору в члени УТОС комісія проводила роботу зі створення територіальних груп, підбору групоргів, керівників і уповноважених за напрямами діяльності, розробляла пам’ятки щодо діяльності всіх робочих структур організації.
           Значну роботу проводила і комісія з працевлаштування інвалідів по зору. З цією метою був заведений облік інвалідів по зору, які бажали працевлаштуватися, з урахуванням їх побажань і попередніх професійних занять. Всі члени комісії з урахуванням їх життєвого досвіду і професійних знань були закріплені за підприємствами, медичними та навчальними закладами і УВП УТОС для вивчення на місцях можливостей і умов працевлаштування чи навчання інвалідів по зору. Тактовність членів комісії під час бесід і вміння знаходити спільну мову з керівниками підприємств, закладів, установ мали успіх. Завдяки цьому щороку вдавалося працевлаштувати або поступити до навчального закладу 40–45 інвалідам по зору, за що вони були дуже вдячні організації. Їхня реакція була зрозумілою і виправданою, адже робота і навчання колишніх нещасних, безправних утриманців робили потрібними, повноправними членами сім’ї та суспільства, активними громадянами своєї Батьківщини.
             Робота з працевлаштування інвалідів по зору залишається важливою, першочерговою і в наш час.
             Розмаїтнім творчим букетом квітла робота культкомісії. Різнопланову культмасову роботу зуміли організувати і забезпечити залучені члени творчих колективів – театрали, книголюби та ін. Вони з урахуванням їх нахилів і побажань були закріплені за певними культустановами: театрами, музеями, виставковими центрами, концертними залами, творчими спілками, екскурсбюро та ін.
            Кожен член комісії організовував і проводив цікавий і корисний захід: концерт, культпохід в театр, музей, прогулянку по Дніпру, зустріч з відомим письменником чи вченим, екскурсію по Києву та ін. Наприклад, інвалід по зору І. П. Хорошайло, артист Капели бандуристів України, періодично виступав із сольними концертами; незрячий професор Київської консерваторії І. А. Яшкевич організовував концерти силами своїх студентів; інвалід по зору Гезенцвей, керівник музично-вокального ансамбля з незмінним успіхом виступав перед членами КМПО УТОС; інвалід Громадянської війни Прусаченко періодично організовував безкоштовні прогулянки по Дніпру; природолюб-квіткарка Возна щороку, безкоштовно прикрашала приміщення організації красивими букетами живих квітів із свого саду; садівник-любитель Куделя допомагав колегам саджанцями плодових дерев та декоративних кущів; любитель-городник Савіч допомагав розсадою овочевих культур; одержимий книголюб Попов забезпечував колег-книголюбів підпискою на популярні дефіцитні видання; ентузіаст шахово-шашечної гри Сумцов цікаво, фахово проводив заняття шахово-шашечного гуртка, які відвідували близько 20 інвалідів по зору. Крім теоретичних занять, проводилися і змагання. Учасників змагань відзначали подяками або призами.
            Плідно працював клас з вивчення інвалідами по зору шрифту Брайля. Щороку в ньому навчались до 20 інвалідів по зору. Найбільш успішними серед них були 65-річний сліпоглухий Зурахов і тотально незрячий студент Георгій Цейтлін, який згодом став доктором технічних наук.
            Для проведення підписки на популярні дефіцитні періодичні видання члени культкомісії закріплювалися порайонно за відділеннями Союздруку і поштовими відділеннями. Проявляючи дипломатичність і винахідливість, вони вміло домовлялися про виділення для КМПО УТОС лімітів на популярні газети та журнали, особливо жіночі і дитячі. Завдяки цьому практично всі бажаючі члени організації були охоплені підпискою.
          Для залучення членів організації – інтелектуалів до просвітницької, роз’яснювальної роботи була створена лекторська група. Очолив лекторську групу інвалід І групи по зору А. А. Рубашевський, викладач сільськогосподарської академії, кандидат філософських наук, лауреат Сталінської премії. Члени групи шляхом живого спілкування зі слухачами проводили дуже цікаво і корисно багатопланову просвітницьку роботу. Лекції, повідомлення та дискусії проводились як на міжнародну, так і на внутрішньополітичну та економічну тематику. 
          До лекторської групи входили: незрячий поет Лобанов, Іван Адамович Яшкевич (професор Київської консерваторії); Олександр Доброловський, Лев Іванович Цибін, Андрій Артемович Рубашевський (викладач сільгоспакадемії, лауреат Сталінської премії).
         Особливою популярністю користувався лектор ЦК Комсомолу України, член товариства «Знання» Воропаєв, інвалід по зору І групи, випускник Київського державного університету ім. Т. Г. Шевченка. З лекціями і коментарями члени лекторської групи успішно виступали не тільки перед членами КМПО УТОС. Їхніми вдячними слухачами були працівники Київських УВП УТОС і навіть державних підприємств і установ.
          При Київській міській первинній організації була створена група юристів, яку очолював незрячий юрист Юрій Лєбедєв. До групи також входили Солянік, Ковріга, Файбушенко. Щонеділі під час проведення масових заходів організації один із членів групи згідно з графіком чергував у приміщенні організації для надання усім бажаючим безкоштовної юридичної консультації, оформлення документів, звернень, заяв чи листів. За необхідності на прохання інвалідів по зору та голови організації члени юридичної групи виступали адвокатами в судах. У виняткових випадках юридична допомога надавалася і в домашніх умовах для вирішення особливо делікатних сімейних проблем чи стосунків із сусідами. Надавалися й інші юридичні послуги.
             Для надання інвалідам по зору спеціальної допомоги медичного характеру була створена група медичних послуг, яку очолив член організації Розенман. Члени групи завжди надавали можливу допомогу всім тим, хто її потребував. Вони відвідували і підтримували хворих інвалідів по зору, особливо одиноких, купляли і доставляли їм потрібні ліки, харчі, робили масаж, проводили антидепресивні бесіди, відвідували у лікарні, у разі потреби ходили з інвалідами по зору в поліклініку чи аптеку, викликали до хворого лікаря.
           Для проведення роботи з жінками і залучення їх до громадської діяльності була створена жіноча рада, яку очолила М. Н. Басіна. Чуйні, доброзичливі активістки жіночої ради надавали інвалідам по зору похилого віку потрібну їм допомогу, допомагали налагоджувати сімейні негаразди, сприяли в оформленні дітей у дитячі садочки, ясла, школи, організовували зустрічі і консультації з сугубо жіночих питань.
         За участі комісії бюро по роботі з молоддю для студентів – інвалідів по зору було організовано гурток з вивчення машинопису плоским друком. Студенти з ентузіазмом і вдячністю освоювали роботу на друкарській машинці, адже це вміння допомагало їм у навчанні і реабілітації. Заняття проводила викладач Л. О. Яшкевич. Старостою гуртка був студент Ф. С. Фролов. Кошти на придбання друкарських машинок для навчання і зарплату викладача надало ЦП УТОС.
         Випускалася також малотиражна газета «Наше життя», редактором якої був Друян. Газета всебічно висвітлювала життя організації, Товариства, країни.
         Особливою популярністю і увагою користувався гурток «Читання вголос». Читали в основному газети, журнали, поетичні і невеликі прозові твори. Читали свою газету, твори своїх поетів, матеріали з’їздів і пленумів ЦП УТОС, постанови президії і розпорядження голови ЦП УТОС. Кожну читку відвідували не менш як 35 слухачів.
         Значну роботу проводила соціально-побутова комісія бюро. В її складі була і плідно діяла група з організації виїзної торгівлі. Члени комісії зуміли налагодити ділові стосунки з керівництвом Київського центрального універмагу, центрального гастроному, деяких магазинів господарських товарів, оптових баз, у тому числі і овочевих. Тоді ж голова організації А. І. Матусевич налагодив ділові стосунки з начальником Київського міського відділу з питань торгівлі Астістовим. Наприклад, одним із його розпоряджень на особисте письмове прохання А. І. Матусевича для організації було виділено, як виняток, 10  гостро дефіцитних на той час холодильників «Дніпро».
            Налагоджені добрі, ділові, різнобічні стосунки для організації були життєво необхідні і на часі. Вони себе повністю виправдали, особливо у тяжкі для країни часи. Завдяки цим зв’язкам незрячі періодично забезпечувалися дефіцитними промисловими та господарськими товарами, продуктами харчування, фруктами та овочами.
           Завдяки виїзній торгівлі члени організації мали можливість придбати дуже дефіцитні килими, доріжки, вовняні жіночі кофти, чоловічі светри, дитячий одяг, взуття, металеві лаковані кришки для консервування тощо. У неврожайні роки члени КМПО організовано забезпечувалися продуктовими наборами, борошном, кондвиробами, фруктами та овочами, особливо цибулею, капустою тощо. З великою вдячністю сприймали інваліди по зору цю життєву, необхідну для них допомогу.
           Надавалася членам організації і дієва допомога для отримання, обміну та ремонту квартири, уладнання конфліктів із сусідами, ЖЕКами, членами сім’ї. Члени комісії допомагали отримувати матеріальну допомогу, путівки до санаторіїв та будинків відпочинку у відділах соцзабезів та підприємствах, на яких інваліди по зору раніше працювали. Комісія проводила багато іншої соціально-побутової і вкрай необхідної роботи.
           В організації було створено групу фізичного супроводу і побутових послуг, яку очолювала В. С. Бейліс. До складу групи входили, в основному жінки. Ці ласкаві, чуйні, милосердні жінки надавали своїм підопічним інвалідам по зору допомогу в будь-який час, незалежно від погоди і пори року. Їх підопічними були хворі, немічні, одинокі члени організації та тотально незрячі. Своїм підопічним члени групи допомагали в прибиранні квартири, приготуванні їжі, консервуванні овочів, ягід і фруктів на зиму, пранні. На прохання підопічних вони супроводжували їх в УТОС, поліклініку, аптеку, перукарню, театр, магазин, ринок, хімчистку. Прогулювалися з ними і всіляко їх морально підтримували.
          Усі позитивні досягнення в діяльності комісії та інших структур організації є результатом невтомної, добросовісної, безкорисливої, самовідданої праці золотого фонду згаданих і не згаданих численних штатних працівників і активістів КМПО УТОС.
          Практично в суспільно корисній діяльності посильну участь брали всі члени організації крім хворих і немічних. Кожен з них намагався і свою частку внести в загальний здобуток рідної організації, адже вона стала для них не другим, а справжнім рідним домом. Вони в організації отримували щиру пораду, розуміння, натхнення і різнобічну допомогу.
           Щоденно організацію відвідували не менш як 30 інвалідів по зору. У зв’язку з цим і для вирішення невідкладних питань було запроваджено щоденне чергування в приміщенні офісу організації членів бюро. У подальшому ця практика повністю себе виправдала.
           Позитивний внесок до результатів діяльності організації зробила невтомний, багаторічний секретар КМПО УТОС Н. І. Кудіна. Як дружина незрячого чоловіка, робітника КУВП № 2 УТОС І. П. Кудіна, вона знала і розуміла інвалідів по зору, робила все від неї залежне для оптимального вирішення їх проблем. Своєю чуйністю, непідробною увагою, бажанням і вмінням допомогти вона заслужила у незрячих членів УТОС безмежну повагу і любов. Справжнім соратником і щирим порадником Н. І. Кудіна була і для голови КМПО УТОС.
          За щорічні значні результати багатопланової, нестандартної діяльності КМПО УТОС загальноукраїнські збори голів ПО УТОС, які відбулися в будинку культури Київського УВП № 1 УТОС 12.04.1961, за пропозицією голови Кримської організації УТОС Ісаєвої Київську міську первинну організацію УТОС було визнано кращою первинною організацією в Українському товаристві сліпих.   Ця висока оцінка діяльності організації була для неї дорогою нагородою і стимулом для продовження успішної діяльності в подальшому.
         Підсумовуючи етапи великого шляху КМПО УТОС, потрібно констатувати, що вирішальний, фундаментальний внесок в розбудову, становлення, результативну багатопланову діяльність КМПО УТОС, безумовно, зробив її другий голова А. І. Матусевич, гідний наступник першого голови В. В. Карагодіна. За період головування (1957–1964 рр.) А. І. Матусевич зумів разом з однодумцями та активістами, за постійної дієвої підтримки начальника відділу ЦП УТОС А. Я. Тарасюка невелику, маловідому організацію перетворити на велику міську первинну організацію, яка згодом стала Київською обласною організацією УТОС.
         До речі, в 1957 р. КМПО УТОС об’єднувала менше 100 інвалідів по зору, а вже у 1964 р. в організації налічувалося більше 500 інвалідів по зору, тобто, за період головування А. І. Матусевича чисельність організації зросла більш як у 5 разів. Чисельність організації зростала не тільки за рахунок киян, а й за рахунок приміських інвалідів по зору, адже КМПО УТОС вже фактично стала Київською обласною організацією УТОС.
         Результативність роботи, працездатність, уміння знаходити позитивні рішення і спільну мову з різними категоріями людей та інші позитивні якості А. І. Матусевича були належно оцінені керівництвом ЦП УТОС і громадськістю. Підтвердженням цього є офіційне письмове прохання голови ЦП УТОС І. О. Качура до комісії з розподілу молодих спеціалістів Київського державного університету ім. Т. Г. Шевченка направити випускника університету А. І. Матусевича в розпорядження ЦП УТОС.
             У 1964 р. А. І. Матусевича рішенням президії ЦП УТОС призначено заступником директора Київського УВП № 3 УТОС, а згодом  і директором цього підприємства. Пізніше А. І. Матусевич працював начальником відділу ЦП УТОС з питань культмасової роботи та працевлаштування членів УТОС, директором Київського УВП № 1 УТОС та інженером з раціонального працевлаштування сліпих Київського УВП № 4 УТОС.
            Обирався А. І. Матусевич делегатом з’їздів УТОС, членом ЦП УТОС, Київської обласної ради УТОС, членом редколегії журналу «Праця сліпих», правлінь ПО УТОС, головою ради трудового колективу. Неодноразово був нагороджений урядовими нагородами та цінними подарунками, преміями, грамотами, подяками.
            Рішенням XV з’їзду УТОС, який відбувся у 2006 р., А. І. Матусевичу присвоєна найвища почесна нагорода Товариства «Заслужений член УТОС».  У рішенні зазначено, що це звання присвоєно за його особистий внесок у розвиток та зміцнення матеріально-технічної бази УТОС, за практичне вирішення проблем трудової та соціальної реабілітації інвалідів по зору, за активну громадську діяльність у Товаристві.
            Це рішення найвищого керівного органу Українського товариства сліпих переконливо підтвердило, що життя та трудова діяльність А. І. Матусевича нерозривно взаємопов’язані з розбудовою, становленням і результативною діяльністю КМПО УТОС, діяльністю всього Українського товариства сліпих.
            Наступниками А. І. Матусевича на посаді голови КМПО УТОС були: Семен Захарович Розенфельд; Михайло Олександрович Венедиктов; Надія  Сергіївна Сереброва. Вони, в міру своїх можливостей, підтримували попередні здобутки організації.
             На цьому і закінчується самостійне існування та діяльність Київської міської первинної організації УТОС.
             Згодом, у зв’язку із суб’єктивними та об’єктивними обставинами, на базі Київської міської первинної організації УТОС в місті Києві були створені чотири ТПО УТОС. Таким чином, поєднавши в єдину структуру обласні та міські первинні організації, в березні 1977 року була створена Київська обласна організація Українського товариства сліпих. 
             Ця достовірна розповідь є виявом щирої вдячності членів Товариства самовідданим, патріотичним попередникам-першопрохідцям Київської міської первинної організації УТОС за їх безцінний внесок у розвиток і діяльність столичної організації нашого Товариства. Вона є невеличкою сторінкою великої, повчальної історії Українського товариства сліпих. 
04.07.2025р.                                                                                   м. Київ 

## Учбово-виробничі підприємства УТОСу
Підприємства системи УТОС є трудовою основою для працевлаштування сліпих, так як саме в них створені максимальні можливості для самореалізації незрячих, слабозорих, їх можливості працювати і отримувати грошову винагороду. Мало яке звичайне підприємство зможе організувати робоче місце сліпої людини, так як виникає безліч проблем. Підприємства УТОС цю функцію виконують з успіхом — організовуються та підбираються такі технологічні процеси і робочі місця, щоб сліпа людина могла виконувати свій процес максимально безпечно і якісно. Враховуються вміння сліпих людей володіти відмінним дотиком і слухом, не випадково деякі технологічні процеси сліпа людина може робити швидше ніж зрячий, з такою ж якістю. Промислові приміщення облаштовуються таким чином, що сліпа або людина з вадами зору не змогла отримати травми від обладнанням і різних пристосувань. По суті Учбово-виробничі підприємства УТОСу є міні містечками з повною соціальною інфраструктурою (клуби, гуртожитки, художні, спортивні секції, медпункти та інше), житло та гуртожитки магазини, побутова інфраструктура також розташовані поруч. Для безпечного пересування повністю сліпих людей по підприємству і прилеглої території розташовують сигнальні звукові маяки (кожен має різну тональність), а також тактильні доріжки, перила вздовж доріжок і небезпечних ділянок. На проїжджих частинах всередині виробництва і за місцем проживання також наносять невеликий шар асфальту (доріжка на дорозі), що дозволяє незрячим при відповідних навичках мати просторову орієнтацию, знати знаходження потрібних об'єктів. Також є спеціальні макети виробничих приміщень, прилеглих територій за якими досвідчений педагог проводять індивідуальні заняття з навчанням орієнтування на даній місцевості. Величезну роль відводиться дотриманню техніки безпеки праці. Як правило на підприємствах УВП УТОС чисельність інвалідів по зору не перевищує 50%. Пов'язано це з тим що при великій кількості незрячих ускладнюється організація виробництва, дії кожного працівника без вад зору націлені на допомогу і підтримку сліпій людині.

## Організації, об'єднання, підприємства Українського товариства сліпих
Організації УТОС присутні не тільки в обласних центрах, а й практично в кожному адміністративному районі кожної області. Підприємства УТОС є в кожному обласному центрі, великих містах тощо. 
- Центральна спеціалізована бібліотека для сліпих
- Навчально-інформаційний комп'ютерний центр УТОС.
- Київська міська організація УТОС.
- Запорізька обласна організація УТОС.
- Вінницька обласна організація УТОС.
- Барське УВП УТОС.
- Білоцерківське УВП УТОС.
- Виробничо-збутове підприємство УТОС.
- Полтавське УВО «Електроконтакт» УТОС.
- Сімферопольське УВО «Кримпласт» УТОС.
- Дніпропетровське УВО «Луч» УТОС.
- Криворізьке УВП УТОС.
- Сумське УВП УТОС.
- Кам'янець-Подільське УВП УТОС.
- ВПО Київського УВП № 4 УТОС
- Київське УВП № 1 УТОС
- Київське УВП № 2УТОС
- Київське УВП № 3 УТОС
- Київське УВП № 4 УТОС

Первинні організації Українського товариства сліпих.
Громадян з порушенням зору об'єднують місцеві, територіальні, міжрайонні, виробничі первинні організації УТОС. Практично кожний населений пункт України територіально закріплений за тою чи іншою первинною організацією УТОС і це дає право людині, що має порушення зору, стати членом цієї місцевої первинної організації УТОС. Первинна організація, приймаючи в свої ряди людину з порушенням зору, опікується її проблемами, по можливості надає різноманітні послуги, навчає певним навикам орієнтування, самообслуговування, обмінюється досвідом життєдіяльності незрячої людини. Первинні організації УТОС, яких в товаристві приблизно півтори сотні, є основою цієї організації і базою соціального інтегрованого орієнтування для громадян України з порушенням зору.  

### Київська міська організація УТОС
Київська міська організація УТОС — це структурний підрозділ Українського Товариства Сліпих сформований з інвалідів по зору, дітей з вадами зору та інвалідів інших нозологій які є членами УТОС, які проживають в м. Києві. Підпорядковується КМО УТОС вищестоящим керівним органам УТОС. Це друга за розміром організація Українського Товариства Сліпих. До складу КМО УТОС входять 4 виробничі первинні організації та 4 територіальні первинні організації. Найвищим керівним органом організації є конференція КМО УТОС. Один раз на квартал проходить засідання правління КМО УТОС, яке складається з 18 осіб. Між засіданнями правління всі питання життєдіяльності вирішує Бюро правління КМО УТОС. Між засіданнями Бюро правління КМО УТОС організацією керує Голова правління КМО УТОС.

## Продукція підприємств УТОС
Підприємства УТОС випускають асортимент господарських товарів і садово-городнього інвентарю з полімерів, а також електротехнічні вироби низьковольтної апаратури і продукції для ліфтобудівельних і машинобудівних комплексів.